# Dicranomyia (Dicranomyia) bethae contexta
Dicranomyia (Dicranomyia) bethae contexta is een ondersoort van de tweevleugelige Dicranomyia (Dicranomyia) bethae uit de familie steltmuggen (Limoniidae). De ondersoort komt voor in het Afrotropisch gebied.